# Bärgningsterrängbil 20T
Bärgningsterrängbil 20T (BGTGB20) är ett min- och splitterskyddat terränggående bärgningsfordon i svenska Försvarsmakten.

## Historik
Bärgningsterrängbil 20 består av lastbilschassi med fast monterat bärgningsaggregat och finns både med chassi från Scania och Volvo. Systemet är avsett för bärgning och bogsering av hjulfordon och lättare stridsfordon, samt stödja vid reparationer som kräver tunga lyft.
Bärgningsutrustningen består av en kraftig bärgningsvinsch med 63 meter lång lina som klarar av att dra upp till 20 ton med enkel part. Kranen har en arbetssektor på 300° och klarar av att lyfta mellan 3,7 till 8,4 ton beroende på utskjut av kranen. Kranen stabiliseras med hjälp av fyra stödben som även används som markförankring vid bärgning. Till bärgningsterrängbil utrustning tillhör även en bogsersticka som används till att lyfta upp och bogsera havererade fordon längre sträckor.